# François Joseph Herman

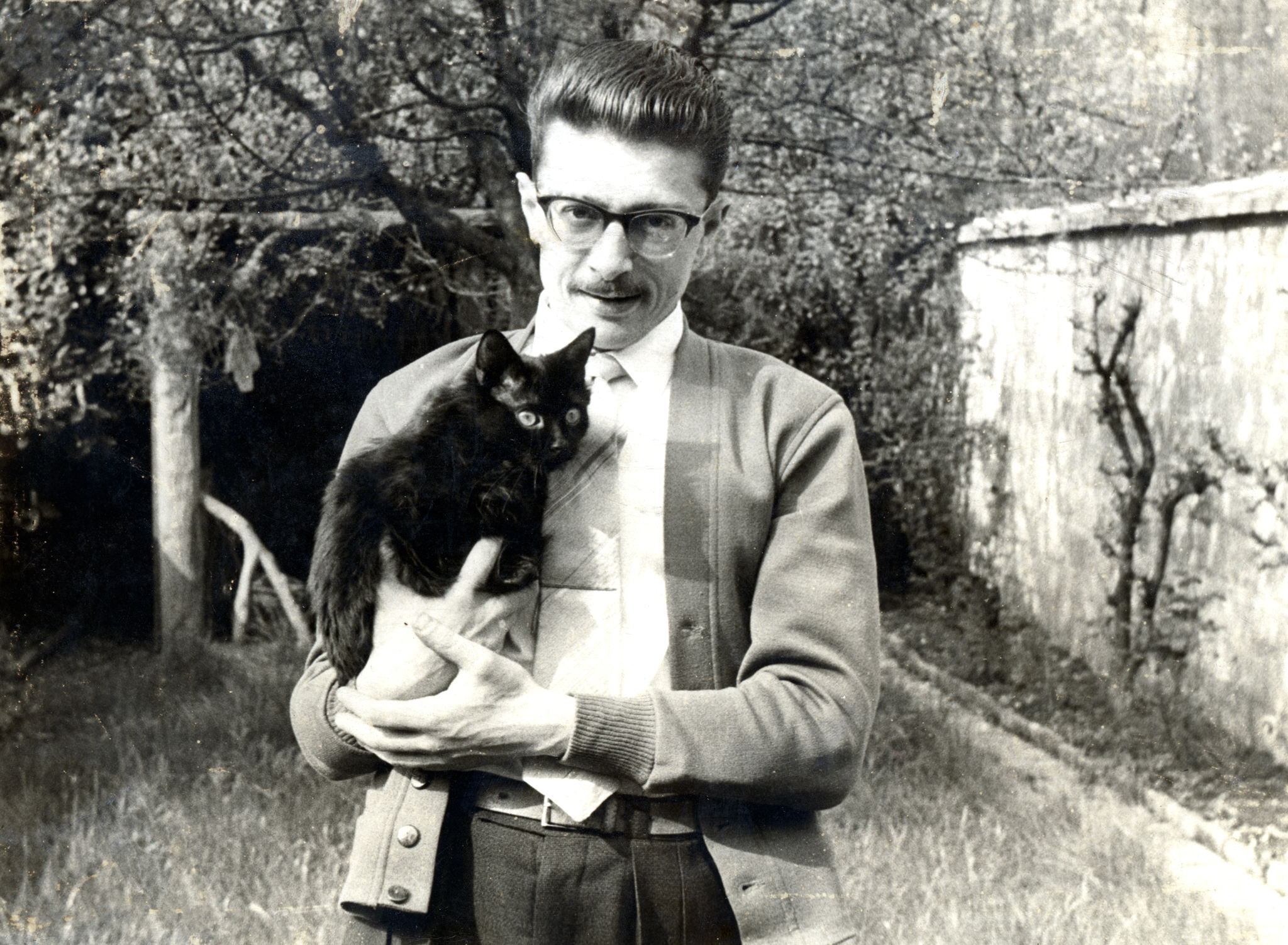
Herman (begin jaren 60)

François Joseph Herman (Sint-Jans-Molenbeek, 27 juli 1931 – Jette, 7 juli 1963) was een Belgische stripauteur en feitelijk de eerste die kan gelden als medewerker van Willy Vandersteen.
Het eerste verhaal van Vandersteen waar hij aan meewerkte was De mottenvanger (1949), uit de toen net begonnen reeks van Suske en Wiske. Hij inktte hiervan de laatste stroken. Hierna heeft hij nog meegewerkt aan verschillende andere Suske en Wiske-verhalen, waaronder enkele verhalen uit de blauwe reeks, die in het weekblad Kuifje verschenen. Ook werkte hij mee aan andere stripreeksen van Vandersteen.
In de jaren 50 maakte hij voor Héroïc-Albums de serie Franjo.